# Ліза Мері
Ліза Мері Сміт (відома як Ліза Мері), англ. Lisa Marie Smith; нар. 5 грудня 1968, Піскатавей, Нью-Джерсі, США) — модель і акторка. Здобула популярність завдяки рекламним кампаніям Calvin Klein і, багато в чому, тривалим близьким стосункам з американським кінорежисером Тімом Бертоном.

## Біографія

### Дитинство і модельний бізнес
Народился 5 грудня 1968 року в Піскатавей, Міддлсекс, Нью-Джерсі, США.
Виховувалася батьком і його батьками. У чотири роки (після смерті бабусі) була віддана в католицьку школу-притулок для дітей у Нью-Джерсі. З семи років вивчала балет і займалася по класу фортепіано. По досягненні 15 років переїхала в Нью-Йорк, щоб вчитися сценічного мистецтва, сучасного танцю і музики.
У середині 1980-х була моделлю відомого фотографа Роберта Меплторпа. Знімалася у Брюса Веббера для реклами парфумів Obsession Calvin Klein. Останнє відкрило для неї шлях у кінематограф. Спочатку вона знялася в 1988 році в невеликій ролі в напівдокументальній стрічці Веббера «Давайте загубимось», а потім у Вуді Аллена у фільмі «Еліс».
Деякий час після закінчення контракту з Calvin Klein Inc. працювала танцівницею в стрип-клубі (останнім часом Ліза Марія старанно заперечує цей факт).

### Відносини з Бертоном
На вечірці на честь настання 1992 року в клубі Goldfinger (куди вона була запрошена одним з майбутніх сценаристів фільму «Марс атакує!» Джонатаном Джемсом) зустріла відомого американського режисера Тіма Бертона. У них швидко зав'язалися близькі стосунки, які закінчились заручинами 14 лютого 1993. Бертон оголосив, яка має з тих пір значний вплив на творчість режисера, своєю музою. брала участь практично у всіх стрічках Бертона аж до 2001 року і озвучила кілька ролей у його мультиплікаційних фільмах. Багато критиків і більшість фанатів режисера називають цей період життя і творчості Бертона найбільш продуктивним і вражаючим.
У 1994 році у фільмі «Ед Вуд» вона зіграла роль культового персонажа готичної субкультури Вампіру. При підготовці до ролі вона розшукала і тривалий час спілкувалася з виконавицею оригінальної Вампіри — Майлою Нурмі.
У 2000 виступає в ролі ведучої шоу «Exposure» — збірки коротких фільмів різних режисерів (Тім Бертон, Кевін Сміт, Алекс Пройас, Джордж Лукас та інші), що виходили в різний час на Sci-Fi Channel. У тому ж році вона знімається в рекламі годин Timex.
Розрив пари відбувся по завершенні зйомок рімейка «Планети мавп». Бертон захопився англійською акторкою Хеленою Бонем-Картер, що грала одну з ролей у цьому фільмі.

### Після Бертона
Після розриву з Бертоном акторка дала собі слово більше не грати в кіно. За рішенням суду Бертон був зобов'язаний виплатити Лізі Мері $ 5,4 мільйона. У 2007 році Ліза подада повторний позов, заявивши про те, що завдяки старанням Бертона і його друга Черрі Ванілла сума позову була явно занижена, зажадала від режисера доплати. Суд відхилив прохання Мері. Після кількох слухань, у вересні 2008 року справу було вирішено на користь Бертона.
Трохи раніше акторка влаштувала публічну розпродаж речей і меблів з дому, пов'язаних з ім'ям Бертона.
На даний момент Ліза працює моделлю в рекламі (Gillette, Tactel і т. ін.), знімається, в тому числі і оголеною, для журналів «Playboy», «Maxim» і «Esquire». Також вона успішно пробує себе як фотограф, продаючи власні знімки різних журналів.
Влітку 2006 року в пресу потрапили фотографії, зроблені папараці, на яких Ліза Мері засмагала оголеною в компанії американського актора Джеффа Голдблюма. Це дало поживу різноманітним чуткам про особисте життя Лізи. Досі вони не знайшли підтвердження і не були спростовані ні одним з акторів.
У 2007 році, разом з Кассандрою Петерсон, Робом Зомбі і Малкольмом Макдауеллом вона з'явилася в документальному фільмі «Таємний світ суперфанатів», що розповідає про знаменитостей, які не мають супер-зіркового статусу, але тим не менш є об'єктом обожнювання численних фанатів.
Протягом наступних кількох років практично зникає з екранів. Однак в 2012 знялася в маленькій ролі у фільмі «Роба Зомбі», «Повелителі Салема». У 2015 році виходять 2 фільму з її участю: перший комедійний фільм жахів Місто монстрів, де вона виконала камео в одній з новел, і незалежний фільм жахів Ми ще тут, в цьому фільмі акторка вперше за довгий проміжок часу, відіграє роль першого плану. Найближчим часом готується до виходу наступний фільм з її участю під назвою Dominion.

## Факти
- В одному з номерів журналу «Vanity Fair» надрукував фотографії, зроблені Лізою Мері і Тімом Бертоном один навпроти одного. Це сталося вже після того, як пара розірвала свої стосунки.
- Ліза і Тім Бертон підтримували відносини дев'ять з половиною років. Вісім з половиною з них вони прожили разом. Всупереч існуючій думці, Мері і Бертон ніколи не були одружені.
- Ліза повинна була зіграти головну роль у рімейку класичного фільму жахів Маріо Бава «Маска Сатани» за повістю Миколи Гоголя «Вій». Фільм хотів поставити особисто Тім Бертон. Проект був закритий на стадії превиробництва.
- Під час зйомок у фільмі «Марс атакує!» її костюм — щільно обтягуюча сукня в червоних спіралях — зшивався безпосередньо на Лізі Мері. За задумом режисера, на костюмі інопланетянки не повинно було бути застібок або ґудзиків.
- Всього Ліза знялася у п'ятьох фільмах свого бойфренда. Також вона озвучила трьох персонажів в серіалі «Стейнбой — хлопчик-пляма», який також був знятий Бертоном.
- Під час роботи фотомоделлю параметри Лізи Марі становили 86-63-89 (34D-25-35 в дюймах) при зрості 168 див.
- Любителька собак породи чихуахуа. В даний час — господиня двох псів по кличці Вайолет і Поппі. Поппі зіграв одну з ролей в блокбастері «Марс атакує!».
- Достовірно відомо, що Ліза Марі послужила прообразом для одного з персонажів анімаційного лялькового фільму «Жах перед Різдвом» — ляльки-мотанки Саллі.
- Ліза особисто курирує повідомлення у Message board на своїй сторінці в IMDb, часто відповідаючи фанатам на різні питання.
- Грає на гітарі та фортепіано.
- У певних колах Мері відома як художник. Для виконання своїх робіт вона воліє акварель.

## Фільмографія
1996 Марс атакує!